# Virus de la maladie du mouton de Nairobi
Orthonairovirus nairobiense
Espèce
Synonymes
- Nairobi sheep disease orthonairovirus (ICTV, 2016)

Orthonairovirus nairobiense, le virus de la maladie du mouton de Nairobi, est un virus à ARN monocaténaire de polarité hautement pathogène pour les moutons et les chèvres en Afrique. Son réservoir naturel est la population de tiques dures de l'ordre des Ixodidae, (Rhipicephalus appendiculatus (en)).
En Inde, un variant transmis principalement par les tiques Haemaphysalis, est connu sous le nom de virus de Ganjam (GANV).